# Nychiodes andreasaria
Nychiodes andreasaria là một loài bướm đêm trong họ Geometridae.